# Desmodium conzattii
Desmodium conzattii là một loài thực vật có hoa trong họ Đậu. Loài này được Greenm. miêu tả khoa học đầu tiên.